# Borgosesia
Borgosesia je italská obec v provincii Vercelli v oblasti Piemont.
K 31. prosinci 2011 zde žilo 13 293 obyvatel.

## Sousední obce
Breia, Cellio, Grignasco (NO), Guardabosone, Postua, Quarona, Serravalle Sesia, Valduggia, Varallo